# Alex Marshall (cầu thủ bóng đá)
Alex Marshall (sinh ngày 24 tháng 2 năm 1998) là một cầu thủ bóng đá người Jamaica thi đấu cho Cavalier, ở vị trí tiền đạo.

## Sự nghiệp

### Cavalier
Marshall vượt qua hệ thống trẻ của Cavalier để lên đội một.

## Quốc tế
Năm 2014, Marshall là cầu thủ xuất sắc nhất của U-17 Jamaica.

## Danh hiệu
2017 KSAFA Super League 